# Weissagung der Cree
Als Weissagung der Cree bezeichnet man vermutlich fälschlicherweise einen Wahlspruch der US-amerikanischen und westdeutschen Umweltbewegung, der auf die Umweltproblematik aufmerksam machen sollte. Er fand in den 1980er Jahren weite Verbreitung, z. B. als Aufkleber und durch das Lied Rauchzeichen. Die häufigste Textversion ist:

“Only after the last tree has been cut down / Only after the last river has been poisoned / Only after the last fish has been caught / Then will you find that money cannot be eaten.”

„Erst wenn der letzte Baum gerodet, der letzte Fluss vergiftet, der letzte Fisch gefangen ist, werdet ihr merken, dass man Geld nicht essen kann.“

## Ursprünge
Ob die sogenannte Weissagung der Cree indianischen Ursprungs ist, ist noch nicht geklärt. Der Zitateforscher Garson O’Toole ermittelte auf seiner Website Quote Investigator als bislang früheste schriftliche Quelle ein Interview mit der späteren kanadischen Dokumentarfilmerin Alanis Obomsawin, das 1972 in Kanada erschien. Obomsawin gehört dem indianischen Volk der Abenaki an. Der Zitateforscher Norbert Rief nennt die gleiche Quelle des Satzes, um zu belegen, dass es keine alte indianische Überlieferung sei.
Der Wahlspruch weist Parallelen zur Legende von den Regenbogenkriegern auf. Diese entstammt sinngemäß einer Rede, die Häuptling Seattle der Suquamish im Jahr 1854 vor Isaac Ingalls Stevens, dem Gouverneur des Washington-Territoriums, hielt. Der amerikanische Journalist Henry A. Smith, Ohrenzeuge der Rede, gab den Satz 1887, also 33 Jahre später, in der Zeitung „Seattle Sunday“ aus seiner Erinnerung wie folgt wieder:

„Und wenn der letzte rote Mann von der Erde verschwunden und die Erinnerung des weißen Mannes an ihn zur Legende geworden ist, dann werden diese Gestade übervoll sein von den unsichtbaren Toten meines Stammes, … dann wimmeln sie von den wiederkehrenden Scharen, die einst dieses Land bevölkerten und es immer noch lieben.“

1972 veränderte der amerikanische Literaturhistoriker und Filmregisseur Ted Perry den optimistischen Sinn dieser Sätze. Er verbreitete mit: „Wenn der letzte rote Mann mit seiner Wildnis verschwunden und die Erinnerung an ihn nur der Schatten einer Wolke ist, die sich über die Prärie bewegt, werden diese Küsten und Wälder dann noch da sein? Wird vom Geist meines Volkes etwas übrig bleiben?“ eine Version, die seine ökologische Botschaft unterstützen sollte.
Der erste Teil des Wahlspruchs, in dem Bezug auf Bäume, Flüsse und Fische genommen wird, ist in einer anderen Version der Legende von den Regenbogenkriegern enthalten. Diese wurde erstmals 1962 von den amerikanischen Geographen William Willoya und Vinson Brown als Prophezeiung der Hopi veröffentlicht. Eine von Lelanie Fuller Anderson überlieferte Version der Legende soll von einer alten Cree stammen. Auch dieses möglicherweise indianische Original endet ähnlich wie die Prophezeiung des Häuptlings Seattle nicht mit der Mahnung an die Gier oder die Geldgläubigkeit der Menschen, sondern mit dem Erscheinen einer Armee von Regenbogenkriegern (engl. Rainbow Warriors).

## Verbreitung

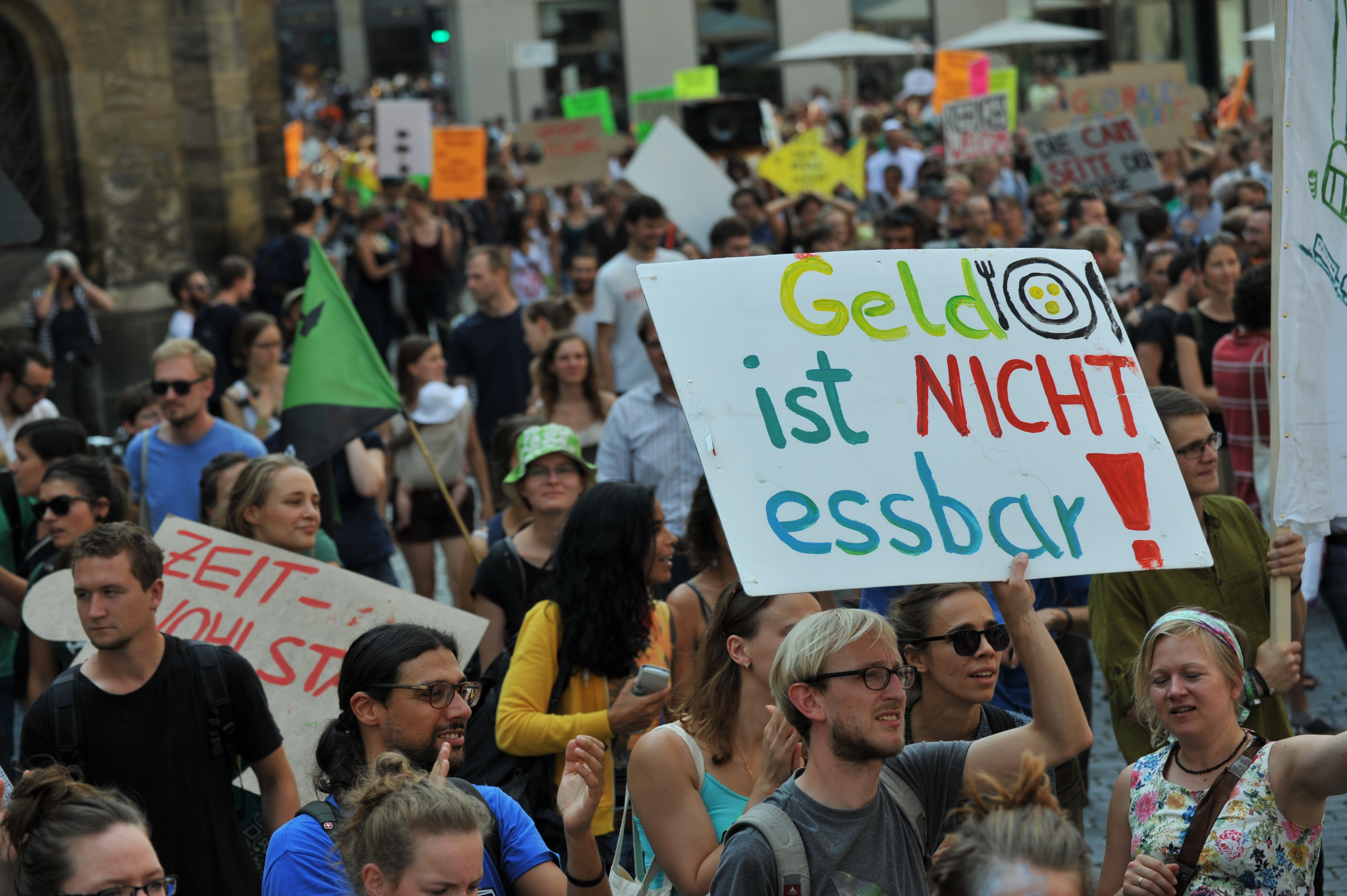
„Geld ist nicht essbar“, Abschlussdemonstration der Internationalen Degrowth-Konferenz 2014, Leipzig

Im November 1972 benutzte Thomas Porter alias Sakokwenionkwas, ein Sprecher der Mohawk, die Metapher vom letzten Baum und letzten Fisch und dem Geld in einer Rede an der Harvard University, die sich an Präsident Richard Nixon richtete.
1979 veröffentlichten die Bands Ape, Beck & Brinkmann und Cochise das Lied Rauchzeichen, dessen von Fred Ape verfasster Text auf der Weissagung basiert. Das Lied erreichte eine Auflage von über 100.000 Exemplaren und wurde auch in Schulbüchern abgedruckt.
1981 erkletterten zwei Greenpeace-Aktivisten den Schornstein der Hamburger Pestizidfabrik Boehringer, um gegen den Ausstoß von Dioxinen in den Rauchgasen zu protestieren, und entrollten dort ein extrem langes Transparent, das den Wahlspruch zitierte.
Die Kelly Family verarbeitete den Text 1993 in ihrem Hit „When The Last Tree“.
Der Slogan wurde unter anderem auf Aufklebern, Postern, T-Shirts abgebildet und auch von Greenpeace vertrieben. Dabei war er häufig mit einer farbenfrohen, „indianisch“ anmutenden, an ein Totem angelehnten Grafik umrandet.  Mittlerweile hat er sich zu einem bekannten Mem entwickelt und wird auch in vielen abgewandelten, teilweise satirischen, Versionen weiter verbreitet.

## Wirkung
Unabhängig von ihrer tatsächlichen Herkunft entwickelte die „Weissagung der Cree“ in der westlichen Umweltbewegung eine nachhaltige Symbolkraft. Der Spruch diente in den 1970er- und 1980er-Jahren als prägnantes Schlagwort für ökologische Grenzen des Wachstums und war leicht verständlich auch für ein breites Publikum. Seine bildhafte Sprache – Baum, Fluss, Fisch und Geld – verdichtete komplexe ökologische Zusammenhänge zu einem einprägsamen Appell gegen Umweltzerstörung.
Zeitgenössische Beobachter und Umweltaktivisten berichten, dass das Zitat wesentlich zur Popularisierung ökologischer Argumente beitrug, da es nicht auf Fachsprache, sondern auf allgemein verständliche Metaphern setzte. In Deutschland wurde es zu einem identitätsstiftenden Motto der neuen sozialen Bewegungen, das Demonstrationen, Musik und Publikationen prägte. Bis heute taucht es regelmäßig in ökologischen Diskursen, Bildungszusammenhängen und Kampagnen auf und gilt als frühes Beispiel für die erfolgreiche Verknüpfung von Umwelt- und Kulturkritik.